# Bryggebroen
Bryggebroen ist eine Drehbrücke für Fußgänger und Radfahrer in Kopenhagen, die den Stadtteil Sydhavn (deutsch Südhafen) über das Hafenbecken bei der Gemini Residence mit der Insel Amager verbindet. 

## Geschichte
Die 2006 eröffnete Brücke war seit über 50 Jahren die erste im Hafen der Stadt gebaute Brücke. Sie ist 190 m lang und 5,5 m breit und wird besonders von den Studenten genutzt, die zum Campus Amager der Universität Kopenhagen gelangen wollen. Die Brücke ist als Drehbrücke ausgeführt. Es kann ein ungefähr 80 m langer Teil in der Nähe des östlichen Ufers ausgeschwenkt werden, um große Schiffe passieren zu lassen.
2016 wurde der Radweg über die Brücke auf der Westseite um eine weitere imposante Brücke, Cykelslangen, deutsch „die Fahrradschlange“, ergänzt.